# Infinite Dendrogram
Infinite Dendrogram (インフィニット・デンドログラム Infinitto Dendoroguramu?) es una serie japonesa de novelas ligeras escrita por Sakon Kaidō e ilustrada por Taiki. Comenzó su serialización en línea en 2015 en el sitio web de publicación de novelas Shōsetsuka ni Narō. Fue adquirido por Hobby Japan, quien publicó el primer volumen de novela ligera en noviembre de 2016 bajo su sello HJ Bunko. 22 volúmenes se han lanzado a partir de octubre de 2024. Una adaptación de manga con arte de Kami Imai se ha serializado a través del sitio web Comic Fire de Hobby Japan desde diciembre de 2016. Se ha recopilado en 14 volúmenes tankōbon. Tanto la novela ligera como el manga han sido licenciados en Norteamérica por J-Novel Club. En enero de 2019 se anunció una adaptación de anime.

## Argumento
En el año 2043, se lanza la realidad virtual MMORPG Infinite Dendrogram, que presenta la capacidad de simular perfectamente los cinco sentidos de los jugadores. Casi dos años después, Reiji Mukudori ingresa al mundo de Infinite Dendrogram y asume el nombre de "Ray Starling", y a su llegada, se le une su hermano más experimentado Shuu y su compañero de embriones Némesis. Mientras Ray explora el mundo de Infinite Dendrogram, aprende a hacerse una vida allí y se encuentra con diferentes tipos de amigos y enemigos.

## Personajes
Reiji Mukudori (椋鳥 玲二 Mukudori Reiji?) / Ray Starling (レイ・スターリング Rei Sutāringu?)
Seiyū: Sōma Saitō
El protagonista. Un estudiante de primer año universitario que compra una copia de Infinite Dendrogram dos años después del lanzamiento del juego. Él elige comenzar su aventura en el Reino de Altar, donde se convierte en Paladín.
Nemesis (ネメシス Nemeshisu?)
Seiyū: Yūko Ōno
El Embryo de Ray. Un tipo especial de inteligencia artificial que proporciona al jugador información y apoyo táctico. Ella se transforma en el arma de Ray, una espada, y como todos los Embryos, puede evolucionar dependiendo del progreso de Ray a lo largo del juego.
Shu Starling (シュウ・スターリング Shū Sutāringu?)
Seiyū: Satoshi Hino
El hermano de Ray. Es un jugador experimentado de Infinite Dendrogram. Constantemente usa un disfraz de oso.
Rook Holmes (ルーク・ホームズ Rūku Hōmuzu?)
Seiyū: Makoto Koichi
Un jugador que Ray ayuda en una batalla.
Babylon (バビロン Babiron?)
Seiyū: Yūki Takada
El Embryo de Rook.
Hugo Lesseps (ユーゴー・レセップス Yūgō Reseppusu?)
Seiyū: Ayumu Murase
Cyco (キューコ Kyūko?)
Seiyū: Yui Ogura
Marie Adler (マリー・アドラー Marī Adorā?)
Seiyū: Yōko Hikasa
Un periodista que trabaja para la Red de Información de Dendrogram. Ella proporciona a Ray información sobre los últimos eventos en el mundo de Infinite Dendrogram.
Liliana Grandria (リリアーナ・グランドリア Ririāna Gurandoria?)
Seiyū: Aoi Yūki
Un NPC que sirve como vicecomandante del ejército de Altar. Ella le pide ayuda a Ray para buscar a su hermana Milianne.
Milianne Grandria (ミリアーナ・グランドリア Miriāna Gurandoria?)
Seiyū: Natsumi Haruse
La hermana menor de Liliana. Se pierde en un huerto abandonado pero Ray la salva.
Cheshire (チェシャ Chesha?)
Seiyū: Shiori Izawa
Una de las inteligencias artificiales que supervisa Infinite Dendrogram. Él explica los elementos básicos del juego a Ray.
Figaro (フィガロ?)
Seiyū: Kenichi Suzumura
Xunyu (迅羽?)
Seiyū: Nao Tōyama
Elizabeth S. Altar (エリザベート・S・アルター Erizabēto Esu Arutā?)
Seiyū: Aya Uchida
Juliet (ジュリエット Jurietto?)
Seiyū: Yūki Kuwahara
Chelsea (チェルシー Cherushī?)
Seiyū: Maaya Uchida
Mr. Franklin (Mr.フランクリン?)
Seiyū: Yoshitsugu Matsuoka

## Medios de comunicación

### Novelas ligeras
Fue publicado originalmente por Sakon Kaidou como una novela web de lectura gratuita en Shōsetsuka ni Narō en 2015 y Hobby Japan publicó el primer volumen impreso con ilustraciones de Taiki en octubre de 2016. A partir del 1 de octubre de 2024, se han publicado 22 volúmenes.

### Manga
La serie de novelas ligeras fue adaptada en una serie de manga por Kami Imai y publicada por Hobby Japan, con 14 volúmenes lanzados a partir del 1 de mayo de 2025.

### Anime
El 25 de enero de 2019 se anunció una adaptación de la serie de televisión de anime. Tomoki Kobayashi dirige la serie, con NAZ produciendo la animación, Yūichirō Momose manejando la composición de la serie, Masahiko Nakata diseñando los personajes y Kenji Hiramatsu componiendo la música de la serie. Se estrenó el 9 de enero de 2020 en AT-X, Tokyo MX, BS11 y SUN. Aoi Yūki interpreta el tema de apertura de la serie "Unbreakable", mientras que Aya Uchida interpreta el tema final de la serie "Reverb". Funimation ha licenciado la serie para un simuldub. Se emitirá durante 13 episodios.
| Arco del Comienzo de la Posibilidad | |                       |
| 1 | «El Comienzo de la Posibilidad» «Kanōsei no Hajimari» (可能性の始まり)                               | 9 de enero de 2020    |
| Reiji Mukudori compra una copia de Infinite Dendrogram,el primer MMORPG de realidad virtual completo del mundo. Al entrar en el juego, es recibido por Cheshire, una de las IA encargadas de supervisar el juego, quien le dice a Reiji que debe elegir un alias en línea. Reiji elige el nombre "Ray Starling". Cuando llega al Reino del Altar, Ray conoce a Liliana Grandria, una NPC que le pide ayuda para buscar a su hermana Milianne. Shu, el hermano de Ray, se ofrece a ayudar en la búsqueda, pero después de encontrar a Milianne en un huerto abandonado, son atacados por gusanos semi-drag. Con Shu arrastrado bajo tierra y Liliana luchando en otro lugar, solo queda Ray para poner a Milliane a salvo. Afortunadamente, Ray despierta a su Embryo, Némesis, que se manifiesta como una espada, y destruye el último gusano semi-drag, terminando la búsqueda. | |                       |
| 2 | «Laberinto de la Tumba» «Bohyō Meikyū» (墓標迷宮)                                                    | 16 de enero de 2020   |
| Mientras Ray, Nemesis y Shu celebran la finalización de la primera búsqueda de Ray, Shu le explica parte de la historia de Altar a Ray y lo ayuda a convertirse en un Paladín. Más tarde, Ray y Nemesis intentan subir de nivel, pero son emboscados por un asesino de jugadores. A pesar de sus esfuerzos por escapar, Ray es asesinado y tiene que esperar 24 horas antes de iniciar sesión en Infinite Dendrogram nuevamente. Para hacerse más fuertes, Ray y Nemesis van al Laberinto de la Tumba en el cementerio real, donde luchan contra zombis y conocen a Figaro, uno de los jugadores de mayor rango en Altar, quien recomienda a Ray visitar Gideon, una ciudad donde los jugadores pueden tener duelos y no sufrir ninguna penalización por morir. Mientras Fígaro se despide, Ray y Némesis continúan su lucha durante todo el laberinto, pero Némesis queda aterrorizada por los zombis y Ray la consuela puliendo su hoja. | |                       |
| 3 | «Superior» «Superioru» (超級)                                                                        | 23 de enero de 2020   |
| Ray, Nemesis, Rook y Babylon descubren que las bandas de asesinos de jugadores que acechan las cuatro esquinas de Altar han sido eliminadas. Marie Adler, una periodista que trabaja para dendrogram Information Network, confirma la historia y muestra al grupo un video que muestra a tres de los mejores jugadores de Altar, Figaro incluido, derrotando a los asesinos de jugadores. Marie también confirma que el asesino de jugadores que acecha el norte, el responsable de matar a Ray, escapó y todavía está en libertad, dando a Ray y Nemesis la oportunidad de desquitarse. Más tarde, cuando Ray y Nemesis inspeccionan un bosque destruido, se encuentran con Cheshire, quien estaba ejecutando el mantenimiento en el área e informa a Ray que los embryo de tipo Doncella como Nemesis comparten la misma funcionalidad que las IA de administración. Con los asesinos de jugadores derrotados, los caminos a través de Altar ahora están abiertos y Ray y sus aliados aceptan una búsqueda para transportar mercancías a Gideón, con Marie ofreciéndose a venir. Sin embargo, sin que Ray y sus aliados lo sepan, un ogro gigante llamado Gardranda acecha el camino a Gideón. | |                       |
| 4 | «Como una Bandera Ondeando la Reversión» «Gyakuten wa Hirugaeru Hata no Gotoku» (逆転は翻る旗の如く) | 30 de enero de 2020   |
| Cuando el grupo de Ray emprende su viaje a Gideón, se encuentran con un grupo de goblins que atacan a una caravana de viajeros. Ray y sus aliados derrotan a los goblins hasta que son emboscados por Gardranda, quien esparce gas venenoso para debilitar a Ray. Marie le da a Ray un elixir para protegerlo temporalmente de los efectos del veneno, mientras que Rook y Babylon mantienen a Gardranda distraído. A medida que avanza la batalla, Nemesis evoluciona a su segunda forma y gana la habilidad "Como una bandera que ondea la reversión", lo que le permite revertir cualquier dolencia de estado que afecte a Ray. A pesar de esto, las habilidades ofensivas de Nemesis se reducen severamente y Ray solo mata a Gardranda cuando una bala disparada por el jugador no identificado debilita a Gardranda en el último segundo posible. Con el jefe derrotado y el grupo llegando a Gideón, la misión termina y Ray es seleccionado como MVP. Ray también obtiene dos bracers mágicos como nuevas armas, pero se lesiona mientras las prueba, hasta que un extraño con un traje de pingüino, que se hace llamar "Dr. Flamingo", le da a Ray una poción que lo cura pero también le da orejas de animal. Flamingo huye, no sin antes decirle a Ray que debería volver a la normalidad en 10 horas. Ray y Nemesis están confundidos en cuanto a cómo conoce Flamingo a Ray, a pesar de que Ray nunca le dio su nombre. Al final, vemos lo que parece un jugador sentado en una habitación oscura mirando las pantallas de los monitores mirando a varios jugadores y comentando sobre Ray. | |                       |
| Arco de Las Bestias Inmortales | |                       |
| 5 | «La Puerta del Infierno» «Jigoku mon» (地獄門)                                                       | 6 de febrero de 2020  |
| Ray y Nemesis visitan una tienda de artículos en Gideon, donde Ray gana un caballo especial de una máquina de juego gacha. Desafortunadamente, Ray no puede montarlo sin ganar un amuleto especial primero. Ray intenta ganar dinero para comprar el amuleto, hasta que se encuentra con un compañero Maestro llamado Hugo y su amigo Cyco y todos obtienen una búsqueda de una mujer, que les pide que salven a su hermano de una pandilla de secuestradores de niños. Al aceptar la búsqueda, Hugo revela su arma, un robot gigante llamado Magingear, que utiliza para llevar a Ray a la fortaleza de la pandilla, no sin antes decirle a Ray que los Maestros de embryo tipo Doncella, como Ray, no consideran que Infinite Dendrogram sea un juego, sino tan genuino como la vida real misma. Mientras Hugo y Cyco atacan a los defensores de la fortaleza de frente, Ray y Nemesis se infiltran en la fortaleza y descubren que varios de los niños secuestrados han sido asesinados y convertidos en monstruos no muertos, obligando a Ray a matarlos en un acto de misericordia. Hugo es atacado por un jefe gigante que custodia la fortaleza, lo que lo obliga a revelar a Cyco, cuyo verdadero nombre es Cocytus, como su Embryo y fusionarla con su Magingear. Hugo destruye al jefe mientras Ray llega a la mazmorra más baja de la fortaleza y encuentra a un niño como único sobreviviente, pero mientras intenta salvarlo, el niño despierta y ataca a Ray. | |                       |
| 6 | «Más Allá del Punto Base» «Shōsūten no Kanata» (小数点の彼方)                                        | 13 de febrero de 2020 |
| Ray sobrevive al ataque sorpresa gracias a la forma de alabarda de Nemesis y se enfrenta al cerebro detrás de los secuestros, un lich que estaba tratando de crear una poderosa reliquia mágica llamada el Cristal del Resentimiento. El lich intenta huir pero es detenido por Hugo y Ray lo mata. Mientras Ray y sus aliados se aventuran profundamente en el castillo para rescatar a los niños restantes, los bandidos que habían trabajado para el lich intentan de robar sus posesiones, incluido el Cristal. Desafortunadamente, el Cristal reacciona a la muerte del lich, mata a los bandidos y se fusiona con sus cadáveres, creando un nuevo jefe. Hugo lleva a los niños a un lugar seguro mientras Ray se enfrenta solo al jefe. Nemesis descubre que el jefe está controlado por los rencores persistentes de las personas que lo componen y gana poder de ataque adicional cada vez que el rencor del lich lo controla. Desafortunadamente, Ray es herido en la batalla y Nemesis lo lleva a un lugar seguro mientras se enfrenta al jefe por su cuenta. Ray tiene un sueño sobre una misteriosa chica que observa el momento en que Shu lo salvó a él y a una niña de ser atropellados por un camión, pero se lesiona el pie en el proceso. Ray se culpó a sí mismo por su lesión, pero Shu le dijo que creyera en sí mismo y que nunca perdiera la fe en cualquier elección que tomara. Esto motiva a Ray a regresar a la pelea, pero no antes de que la chica se revele como el último remanente de la mente de Gardranda, habiendo adquirido sensibilidad después de que Ray matara su forma original. Ray y Nemesis destruyen al jefe y adquieren un par de botas como recompensa. Más tarde esa noche, Hugo y Cocytus se encuentran con Flamingo, quien se quita su traje de pingüino y discute su plan para poner fin a la guerra entre Altar y Dryfe. | |                       |
| Arco del Enfrentamiento de los Superiores | |                       |
| 7 | «Ciudad de Enfrentamiento» «Kettō Toshi» (決闘都市)                                                  | 27 de febrero de 2020 |
| Con todas sus misiones principales terminadas, Ray y Nemesis se reúnen con Marie, Rook y Babylon para desayunar juntos. Marie les invita a un torneo de lucha que se celebrará en Gideón. Más tarde, Shu le dice a Ray y Nemesis que es amigo de Figaro, quien competirá en el torneo. Ray va a ver a Hugo para dividir la recompensa por la misión anterior y Hugo le aconseja a Ray que vaya al oeste. Cuando el torneo comienza, Franklin llama a los generales militares de Dryfe y les cuenta su plan de usar el torneo como ventaja para Dryfe. Shu le da a Ray un objeto de telepatía, que se puede usar para comunicar a dos personas a través de largas distancias. Shu también advierte a Figaro que se enfrentará a oponentes difíciles en el torneo, pero Figaro todavía tiene la intención de ganar. | |                       |
| 8 | «Enfrentamiento de los Superiores» «Superioru Gekitotsu» (超級激突)                                  | 5 de marzo de 2020    |
| Ray está a punto de apostar por Figaro para el próximo partido del torneo, pero Nemesis lo detiene, pensando que volverá a desperdiciar su dinero. Se topan con Xunyu, que lleva a una niña inconsciente. Ray piensa que Xunyu está a punto de dañar a la chica e intenta luchar contra Xunyu, quien demuestra ser demasiado rápido para él. Afortunadamente, Shu interviene y los detiene y la niña inconsciente es en realidad una embajadora del Imperio Huang He y Xunyu era su guardaespaldas. Ray y Shu se reúnen con el resto del grupo cuando comienza el combate, con Figaro y Xunyu listos para luchar entre sí. Xunyu es capaz de acertar varios golpes en Figaro, incluso cortando uno de sus pulmones, pero como explica Shu, Figaro posee un Embryo especial que lo hace más poderoso cuanto más tiempo permanezca en una pelea. Justo cuando parece que Xunyu ha dirigido un golpe mortal hacia el corazón de Fígaro, Shu revela que el Embryo de Fígaro está dentro de su cuerpo y tiene la forma de un corazón, protegiéndolo del ataque. Figaro gana la lucha, pero Flamingo interrumpe y se revela como Franklin, un científico que trabaja para el Imperio Dryfe. También revela que secuestró a Elizabeth, la segunda princesa de Altar, y la mantiene como rehén. | |                       |
| Arco del Juego de Franklin | |                       |
| 9 | «El Comienzo de la Locura» «Kyōen no Hajimari» (狂宴の始まり)                                        | 12 de marzo de 2020   |
| Marie, habiendo conocido a Elizabeth justo antes de que comenzara el torneo en Gideon, está decidida a salvarla de Franklin, quien revela que rodeó la arena con una barrera y si los jugadores intentan abrirse paso, los monstruos bajo el control de Franklin destruirán a Gideon. Mientras Marie continúa para salvar a Elizabeth por su cuenta, Ray descubre que los jugadores de bajo nivel como él pueden caminar a través de la barrera de manera segura, ya que la barrera solo estaba destinada a retener a los jugadores de alto rango que podrían participar en los partidos del torneo. Ray, Rook y otros jugadores de bajo nivel luchan contra jugadores afiliados a Dryfe. Franklin le dice a Elizabeth que su plan es eliminar a cualquier jugador afiliado a Altar, una acción que dejará a Altar vulnerable en una próxima guerra contra Dryfe. Marie salva brevemente a Elizabeth e inflige daño letal de Franklin, pero Franklin transfiere todo el daño que sufrió a sus monstruos y sobrevive. Mientras recaptura a Elizabeth, deduce que Marie logró matar a un jugador de alto rango usando solo un Embryo de bajo nivel y ordena a su secuaz Veldorbell que elimine a Marie. Mientras tanto, un grupo de jugadores de bajo rango intentan liberar la puerta oeste de Gideon, pero Hugo los mata. | |                       |
| 10 | «El Movimiento en la Tabla» «Banjō no Kōbō» (盤上の攻防)                                             | 19 de marzo de 2020   |
| Marie, Hugo y Veldorbell recuerdan las experiencias que los llevaron a interpretar Infinite Dendrogram en primer lugar. Veldorbell usa su habilidad para manipular el sonido en un intento de matar a Marie, pero ella lo mata al revelar su embryo, Arc-en-Ciel. Mientras tanto, Franklin lleva a la inconsciente Elizabeth fuera de Gideon e instruye a Hugo para que impida que todos, excepto Ray, abandonen la ciudad. Cuando Franklin sale de la ciudad, es atacado por la Guardia Real, comandada por Liliana, pero convoca a un monstruo para diezmarlos. Ray y Rook llegan a Hugo, quien acepta dejar que Ray se enfrente a Franklin, pero no antes de que Ray y Hugo se ataquen. Mientras Rook se queda atrás y lucha contra Hugo, Ray llega a las afueras de la ciudad y se prepara para luchar contra Franklin. | |                       |
| 11 | «El Brazo Derecho del Victorioso» «Shōrisha no Uwan» (勝利者の右腕)                                  | 26 de marzo de 2020   |
| A medida que la lucha entre Rook y Hugo continúa, Hugo usa una habilidad que congela partes del cuerpo de Rook con el tiempo. Sin embargo, gracias a sus habilidades de deducción, Rook es capaz de entender cómo funciona la habilidad de Hugo y se fusiona con Babylon para luchar con el Magingear de Hugo de manera uniforme. El aumento de poder le permite a Rook atravesar la cabina de Hugo e incapacitarlo con su magia de encanto. Mientras tanto, Franklin le dice a Ray que la poción que le dio anteriormente en realidad alimenta a Franklin con información sobre su estado, nivel y armas y usó esa información para crear un monstruo con el propósito expreso de matar a Ray. También revela que él es el que envió a la hermana de Liliana, Milliane, al huerto infestado de monstruos, que fue otro intento de debilitar a Altar. Ray le dice a Liliana y Sir Lindos de la Guardia Real que salven a sus compañeros heridos mientras él ataca al monstruo directamente. Usando sus nuevas armas, Ray es capaz de exponer las entrañas del monstruo y desata un ataque mágico que lo desintegra por completo. | |                       |
| Arco de los que Unen las Posibilidades | |                       |
| 12 | «Rey de la Destrucción» «Hakaiō» (破壊王)                                                            | 2 de abril de 2020    |
| Aunque Ray tiene éxito en destruir al monstruo de Franklin, sufre graves heridas y cae inconsciente. Liliana lanza un hechizo de curación que evita que Ray muera, pero ella es incapaz de curar su brazo izquierdo. Franklin revela que el monstruo que Ray destruyó era en realidad el monstruo más débil que creó para la invasión y usa un detonador para activar una serie de bombas que plantó por todo Altar, pero las bombas no se activan y Franklin se da cuenta de que Marie las ha desarmado. Rook ha capturado a Hugo y le hace darse cuenta de que Franklin nunca tuvo la intención de poner fin a la guerra Altar-Dryfe con un mínimo de bajas. Franklin convoca a su Embryo, Pandemonium, y envía un ejército de monstruos suicidas para atacar a Gideon, pero Ray despierta y se enfrenta al monstruo de Franklin con el fin de ganar tiempo suficiente para que sus aliados preparen un contraataque. Con la ayuda de Rook, Marie y un grupo de jugadores, Ray es capaz de mantener la línea. Franklin se da cuenta de que, con tantos jugadores ayudando a Ray, Hugo debe haberlo traicionado. Shu entra en el campo de batalla y se revela como el Rey de la Destrucción, el jugador con el mayor número de muertes en todo Altar. Convoca a su Embryo, un acorazado que diezma una parte significativa del ejército de Franklin. Franklin se da cuenta de que ha perdido la batalla, por lo que activa su arma final. | |                       |
| 13 | «Los que Unen las Posibilidades» «Kanōsei wo tsunagu monotachi» (可能性を繋ぐ者達)                   | 16 de abril de 2020   |
| Franklin activa su arma final, una gran criatura subterránea que destruirá el coliseo de Gideón, pero Fatoum, un jugador extranjero que se había infiltrado en el coliseo, usa magia para mover las placas tectónicas alrededor de la criatura, aplastándola hasta la muerte. Ray logra llegar a Pandemonium e intenta enfrentarse a Franklin, pero Hugo interviene para proteger a Franklin, revelando que Franklin es la hermana mayor de Hugo. Ray sacrifica ambas armas para derrotar tanto a Hugo como a Franklin, mientras que Shu destruye a Pandemonium y Marie rescata a Elizabeth. Con la batalla terminada, Liliana cura a Ray pero es incapaz de salvar su brazo izquierdo. Después, Franklin elimina a Hugo del Triángulo de la Sabiduría, tanto en un intento de protegerlo como de deshacer cualquier restricción moral que él mismo pueda tener en su objetivo de vencer a Ray. Ray tiene una revancha con Marie, habiendo descubierto que ella fue quien lo mató en el segundo episodio. Más tarde, Ray se desconecta del juego y continúa sus estudios universitarios en el mundo real. | |                       |